# MABES
MABES (acrónimo de Magnetic Bearing Flywheel Experimental Satellite), rebautizado tras el lanzamiento como Jindai, fue un satélite artificial japonés lanzado el 12 de agosto de 1986 mediante un cohete H-I desde el Centro Espacial de Tanegashima.

## Características
MABES estaba dedicado a medir las características oscilatorias y rotatorias de un modelo de volante de inercia magnético para guiado en vuelo en condiciones de ausencia de gravedad y confirmar el buen funcionamiento del dispositivo. El experimento en sí iba acoplado a la segunda etapa del cohete lanzador, quedando en órbita en esta configuración.